# ラミロ・バカ
ラミロ・バカ・ポンセ（Ramiro Vaca Ponce  ,  1999年7月1日 - ）は、ボリビア・タリハ県タリハ出身のプロサッカー選手。クルブ・ボリバルに所属している。ポジションはMF。

## 来歴
2018時3月3日の国内リーグのスポルト・ボーイズ・ワルネス戦でプロデビュー。2018年シーズンは6試合に出場。翌2019年シーズンからは先発に定着。2月10日の同じくスポルト・ボーイズ戦で、プロ初ゴールを決めた。
2021年8月24日、KベールスホットVAと3年契約を締結したことが発表された。

## ボリビア代表
2017、2019年と南米ユース選手権にU-20のボリビア代表として出場。2019年3月4日のニカラグア戦のフル代表デビュー戦で、代表戦初ゴールも決めた。同月末には、東アジア遠征（韓国戦、日本戦）で来日。コパ・アメリカ2019にも出場した。